# Cane bianco (romanzo)
Cane bianco (titolo originale Chien blanc) è un romanzo di Romain Gary del 1970

## Storia editoriale
Pubblicato nel 1970 in francese (Gallimard, Parigi) e in inglese (New York), il romanzo è stato tradotto in tedesco, ebraico, polacco, russo, persiano, coreano, catalano, spagnolo, vietnamita e italiano. 

## Trama
Gary vive a Los Angeles con la giovane moglie Jean Seberg, attrice a Holliwood. Una mattina, il loro cane porta a casa un altro cane, un pastore tedesco bellissimo e piuttosto vecchio. Chiamato Batka, in russo "babbino", il cane è subito adottato dalla coppia e si mostra affezionato, fino a quando, in pochi giorni, aggredisce due persone di colore senza un apparente motivo. La coppia si rivolge a Carruthers, il gestore di uno strano zoo, per comprendere i comportamenti dell'animale. La risposta di Carruthers è senza compromessi: si tratta di un "cane bianco", addestrato per aggredire mortalmente le persone di colore, il quale, essendo avanti negli anni, non è più rieducabile e dovrebbe essere abbattuto.
I due rifiutano la proposta di Carruthers e lasciano il cane nella struttura. Poco dopo, un assistente di colore di nome Keys, riesce a soggiogare con la violenza il povero Batka, dimostrando che lui può avvicinarlo e indirizzarlo diversamente. Il momento storico (1968) è cruciale per gli Stati Uniti: l'assassinio di Martin Luther King ha segnato una svolta nella lotta per i diritti degli afroamericani e Gary, ma soprattutto la moglie, sono sostenitori anche finanziari di varie associazioni. Inoltre Gary è ambasciatore per la Francia con sede in California e necessità di movimento per gli obblighi del suo ruolo. Così perdono di vista Batka e quando vorrebbero riportarlo a casa, l'astuto Keys trova sempre qualche scusa per non restituirlo.
Sembra proprio che Gary abbia mille altre cose da fare, mentre Jean si angoscia per il cane, terrorizzata al pensiero che, se riaccolto in casa, si comporterà come in passato. Ma arriva il momento di affrontare il futuro dell'animale: la coppia apprende da Carruthers che Keys non lavora più per lui e si è messo in proprio. La ricerca di Keys ha un finale imprevisto: Batka aggredisce sia Gary che un suo amico, arrecando loro gravi ferite; poi il cane scappa inseguito da polizia e pompieri. Incredibilmente, arriva da Jean, per morire sulla soglia di casa, sfinito, ma indomito. Keys, senza controllo vero, ne aveva fatto un "cane nero" e gode per la sua rivalsa sui bianchi. Nonostante tutto, Gary mantiene la volontà di dialogare con il bruto, prima di finire all'ospedale dove trascorrerà ben quindici giorni.

## Opere derivate
- Nel 1974 in Francia è stato pubblicato un feuilleton in sette puntate, trasposto in una versione radiofonica a cura di Patrice Galbeau[12].
- Nel 1982 il libro è stato trasposto nell'omonimo film (titolo originale White Dog), diretto da Samuel Fuller, con Kristy McNichol, Burl Ives, Paul Winfield e Dick Miller; musiche di Ennio Morricone[13].
- Nel 2022 è uscito un nuovo adattamento cinematografico (Chien blanc) diretto da Anaïs Barbeau-Lavalette[14].

## Edizioni in italiano
- Romain Gary, Cane bianco, traduzione di Riccardo Fedriga, Vicenza: N. Pozza, 2009, ISBN 978-88-545-0364-9